# Uttarakhand

Distritos de Uttarakhand.

Uttarakhand, también llamado Uttaranchal, es un estado de la República de la India. Su capital y ciudad más poblada es Dehradun. Ubicado al norte del país, limita al norte con la República Popular China, al este con Nepal, al sur con Uttar Pradesh, al suroeste con Haryana y al oeste con Himachal Pradesh. 
Uttarakhand ha estado dividido de forma tradicional en dos partes: la occidental conocida como Garhwal y la oriental que recibe el nombre de Kumaon.
La mayor parte del Estado está cubierta por los límites del Himalaya y por los glaciares, mientras que las partes más bajas contienen espesos bosques. El ecosistema del Himalaya sirve de hábitat para numerosas especies de animales (como los tigres o los leopardos de las nieves), plantas y extrañas hierbas. Dos de los ríos más importantes de la India, el Ganges y el Yamuna nacen en los glaciares de Uttarakhand.
La industria del turismo es una de las principales fuentes de ingresos. Entre los principales destinos se hallan Mussoorie y Almora. A esta región pertenecen también algunos de los templos hinduistas más sagrados por lo que es destino de peregrinos desde hace más de dos mil años. Entre los principales centros sagrados destacan los templos de Haridwar, Rishikesh y Kedarnath.
El estado es también el lugar en el que se ubica uno de los más ambiciosos proyectos del gobierno indio, la presa de Tehri, proyecto concebido en 1953 y que aún no se ha completado.

## Demografía

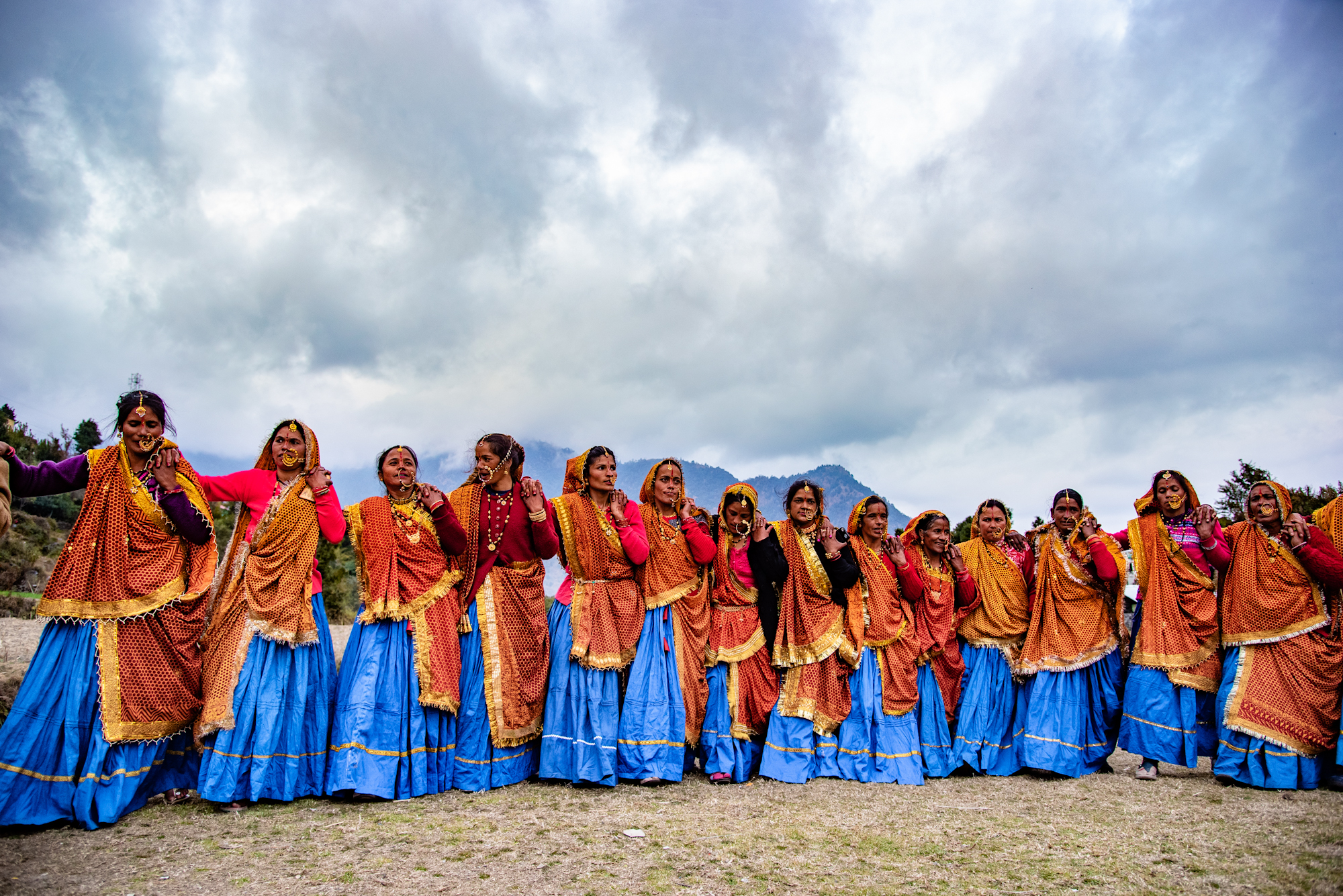
Danza Chanchari/Jhoda de la región kumaon de Uttarakhand.

Los nativos de la zona se llaman a sí mismo Garhwali/Kumaoni y son mayoritariamente hinduistas. Otras comunidades étnicas presentes en Uttaranchal incluyen a los nepalíes. Los Jadh, Marcha y Shauka, conocidos de forma colectiva como Bhotiya habitan en la zona de la frontera con el Tíbet. Numerosos bengalíes, panyabíes y tibetanos están establecidos en las llanuras del sur el estado.